# Per Carleson (militär)
Per Hjalmar Ludvig Carleson, född 11 juli 1917 i Engelbrekts församling i Stockholms stad, död 8 juni 2004 i Göteborgs domkyrkoförsamling i Västra Götalands län, var en svensk militär.

## Biografi

### Militär karriär
Carleson avlade studentexamen vid Högre latinläroverket å Norrmalm i Stockholm 1937, varefter han studerade vid Stockholms högskola. Han antogs som reservkadett i kustartilleriet 1939 och studerade samma år vid Sjökrigsskolan, varefter han utnämndes till fänrik i kustartilleriets reserv 1940. Han gick officerskursen vid Sjökrigsskolan 1940–1941, varpå han avlade officersexamen 1941 och samma år utnämndes till fänrik på stat vid Vaxholms kustartilleriregemente. Han befordrades till löjtnant 1942, studerade vid Sjökrigsskolan 1944–1946 gick Stabskursen och Artillerikursen vid Sjökrigshögskolan 1946–1949 och befordrades till kapten 1947.
Han tjänstgjorde vid Marinstaben 1949–1953, vid Vaxholms kustartilleriregemente 1953–1954, vid Försvarets kommandoexpedition 1954–1956 och åter vid Vaxholms kustartilleriregemente 1956–1957. ”Han engagerades i studier och planering för skapande av rörliga markstridsförband i skärgårdsmiljö och gavs möjlighet att följa utbildningen vid en fransk amfibiestridsskola i Algeriet och att därefter genomgå  attackdykarutbildning i svenska flottan. Som resultat av en amfibieutredning, tillsatt av ÖB och båtutredningar i Marinstaben fick CM i uppdrag av ÖB att genomföra försöksutbildning av rörliga markstridsförband i skärgården. Det var naturligt att IKA [inspektören för kustartilleriet] utsåg dåvarande kaptenen Per Carleson att 1956 förbereda och leda denna verksamhet. Han blev därmed grundare och första chef för Kustjägarskolan [1956–1957].”
År 1957 befordrades Carleson till major och tjänstgjorde 1957–1962 vid Försvarsstaben. Han befordrades 1962 till överstelöjtnant och var stabschef vid Norrlands kustartilleriförsvar 1962–1964. År 1964 befordrades han till överste och var 1964–1969 chef för Sektion 2 vid Marinstaben. Han befordrades 1969 till överste av första graden och var 1969–1977 befälhavare för Göteborgs och Bohus försvarsområde och Hallands försvarsområde tillika chef för Göteborgs kustartilleriförsvar.
Per Carleson invaldes 1966 som ledamot av Kungliga Örlogsmannasällskapet.
Han är gravsatt i minneslunden på Västra kyrkogården i Göteborg.

### Idrottslig karriär
Carleson var även verksam som fäktare. Under 1940- och 1950-talen nådde han framgångar i modern femkamp och kom att tillhöra världseliten i värjfäktning med flera segrar i svenska mästerskapstävlingar och framskjutna placeringar i europamästerskap, världsmästerskap och olympiska spel. Han erövrade olympisk bronsmedalj 1948 och silvermedalj 1952, båda gångerna i lagfäktning. Han var fanbärare vid den svenska OS-truppens inmarscher i London och Helsingfors och ”framstod som en sinnebild för svensk idrotts resning och styrka under efterkrigsåren”.

### Utmärkelser
- Riddare av första klass av Svärdsorden, 1959.[11]
- Kommendör av Svärdsorden, 1968.[12]
- Kommendör av första klass av Svärdsorden, 1971.[13]
- Förbundet Kustjägarnas förtjänstmedalj i guld, 2003.[14]
- Svenska fäktförbundets förtjänstmedalj och elittecken.[5]